# Conferência das Nações Unidas sobre as Mudanças Climáticas de 2019
A Conferência das Nações Unidas sobre as Mudanças Climáticas de 2019, também conhecida como COP25, foi a 25ª conferência das Nações Unidas (ONU) sobre as mudanças climáticas, realizada em Madrid, Espanha, de 2 a 13 de dezembro de 2019, incorporando a 25ª Conferência das Partes da Convenção-Quadro das Nações Unidas sobre a Mudança do Clima (UNFCCC), a 15ª reunião das partes do Protocolo de Quioto (CMP15) e a segunda reunião das partes do Acordo de Paris (CMA2).

## Prelúdio
A conferência foi planejada para ser realizada no Brasil em novembro de 2019, mas o presidente do Brasil, Jair Bolsonaro, anunciou a retirada do país em novembro de 2018, citando ser por razões econômicas. Em seguida, o Chile se aproximou e se tornou o novo anfitrião, mas a agitação social que antecedeu a reunião, no final de outubro de 2019, forçou o país a se retirar da recepção da mesma. Então, por mútuo acordo entre a ONU, o Chile e a Espanha, este último se tornou o novo anfitrião.
Vários ativistas climáticos partiram da Europa para a América do Sul de barco, antes da decisão de mudar a COP25 para Madri. Em meados de novembro, alguns desses ativistas ingressaram em uma conferência alternativa, a "COP da Floresta". O encontro ocorreu próximo ao centro da floresta amazônica, na Estação Ecológica da Terra do Meio. A COP da floresta contou com a presença de líderes indígenas, cientistas e acadêmicos, como Eduardo Góes Neves, e também de ativistas, como Nadezhda Tolokonnikova. Após o COP da Floresta, ocorreu um evento de seguimento ao "Amazônia Centro do Mundo" em 17 de novembro, nas proximidades de Altamira.

## Planejamento do evento
Teresa Ribera, ministra espanhola do ambiente, anunciou que a conferência será realizada nas instalações da IFEMA em Madri. O governo espanhol dividiu a COP25 em duas zonas, uma azul e uma verde. A zona azul será dedicada para hospedar sessões para negociação entre as partes da COP. Isso incluirá a 15ª sessão da Reunião das Partes do Protocolo de Kyoto e a 2ª sessão da Reunião das Partes do Acordo de Paris. A zona azul também sediará eventos e atividades executadas por atores de ONGs e 'eventos paralelos' organizados por outros países que não a Espanha. A zona verde será dedicada a iniciativas da sociedade civil com o objetivo de promover a participação social. Essa área será dividida em três subzonas temáticas: uma envolvendo eventos juvenis, a segunda destinada aos povos indígenas e a terceira voltada para a ciência e inovação. A zona verde pretende ser um pavilhão de diálogo aberto para todos os tipos de atores civis, desde ONGs a empresas, academia e patrocinadores.

## Participantes
Harjeet Singh, do grupo ambiental ActionAid International, disse que transferir a cúpula do Chile para a Espanha com apenas quatro semanas de antecedência "apresenta verdadeiras barreiras à participação" para delegados do hemisfério sul.
Em agosto de 2019, a jovem ativista Greta Thunberg e seu pai Svante navegaram de Plymouth através do Oceano Atlântico para as Américas em um veleiro, Malizia II, para participarem da Cimeira de Ação Climática das Nações Unidas em Nova Iorque em setembro. Naquela época, não estava claro como ela retornaria à Europa, mas ela planejava ir ao Chile para a conferência. Com a mudança da conferência para Madri, a necessidade de retornar à Europa tornou-se mais urgente. Teresa Ribera ofereceu sua ajuda para encontrar uma maneira de viajar para a conferência.

## Negociações

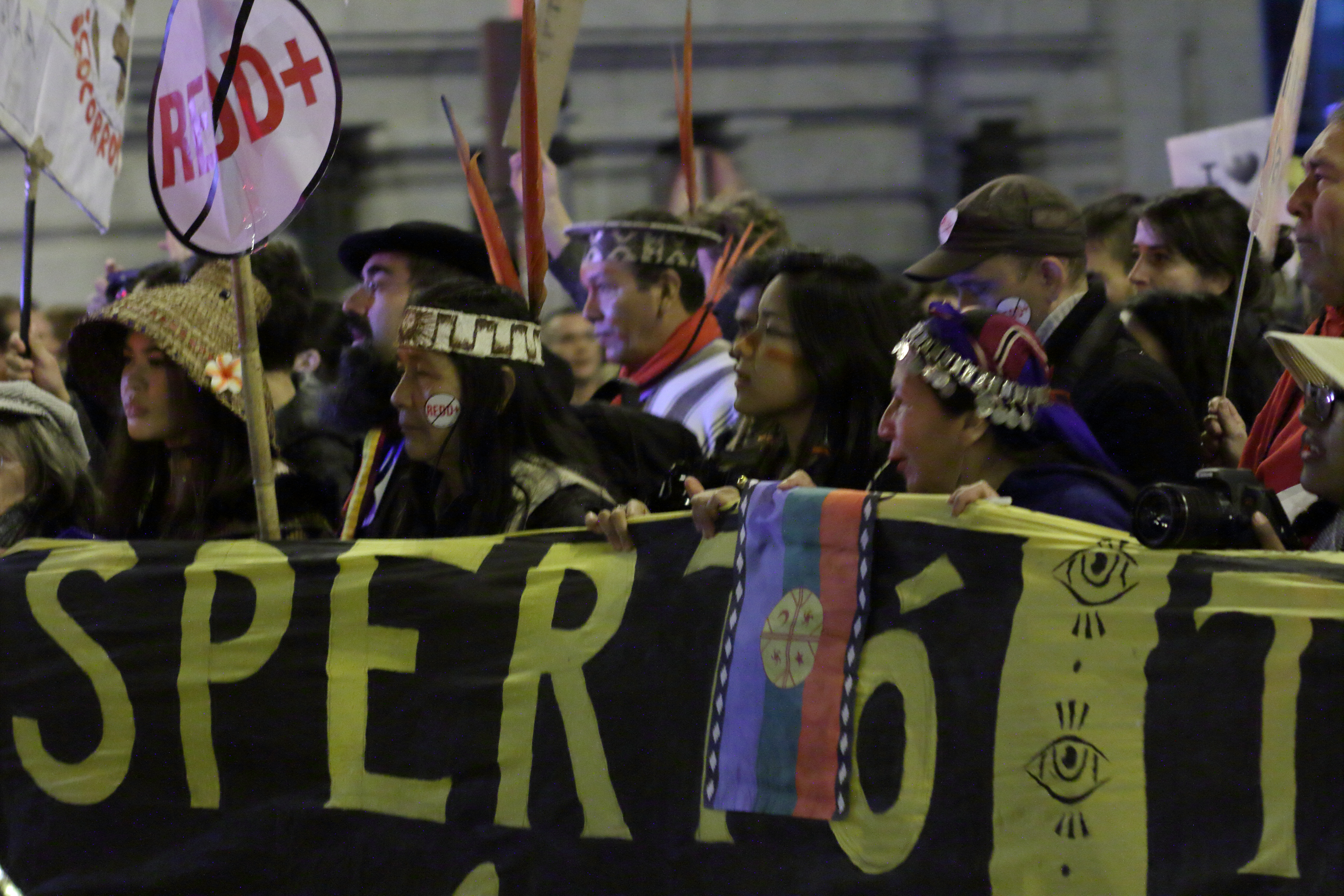
Mapuches protestando contra o REDD: Marcha Climática em Madri, sexta-feira, 6 de dezembro de 2019.

A última parte do regime de Paris que precisa ser resolvida é o Artigo 6. Este artigo descreve regras para um mercado de carbono e outras formas de cooperação internacional. Na COP24, nenhum acordo foi alcançado sobre esse tópico. Várias decisões politicamente difíceis precisavam ser tomadas para este artigo. As emissões negativas poderiam ser negociadas sob o Protocolo de Quioto para compensar as emissões dos países desenvolvidos. Muitos desses projetos de emissões negativas teriam acontecido de qualquer maneira sem o incentivo extra do Protocolo de Kyoto, de modo que esse mecanismo foi descrito como 'ar quente'. O comércio internacional de carbono pode reduzir os custos gerais de emissão. Se as negociações falharem, surgirá novamente na COP26 de 2020.

## Notícias
As notícias durante a conferência incluíram:
- O oxigênio nos oceanos está diminuindo.[14]
- Um quarto da população mundial está em risco de problemas de abastecimento de água, uma vez que as geleiras das montanhas, os blocos de neve e os lagos alpinos são degradados pelo aquecimento global e pela crescente demanda.[15]
- O gelo da Gronelândia derrete sete vezes mais rápido do que nos anos 90.[16]